# Leptotes violacea
Leptotes violacea är en fjärilsart som beskrevs av Gunder 1925. Leptotes violacea ingår i släktet Leptotes och familjen juvelvingar. Inga underarter finns listade i Catalogue of Life.